# Club Atletico Faenza 1930-1931
Questa voce raccoglie le informazioni riguardanti il Club Atletico Faenza nelle competizioni ufficiali della stagione 1930-1931.

## Rosa
| N. |                   | Ruolo | Calciatore             |
| -- | ----------------- | ----- | ---------------------- |
|    | Italia (bandiera) | D     | Ermenegildo Battistini |
|    | Italia (bandiera) | A     | Italo Breviglieri      |
|    | Italia (bandiera) | A     | Giuseppe Budini        |
|    | Italia (bandiera) | C     | Ilaro Fabbri           |
|    | Italia (bandiera) | D     | Gallegati              |
|    | Italia (bandiera) | A     | Francesco Gaudenzi     |
|    | Italia (bandiera) | D     | Lino Ghinassi          |
|    | Italia (bandiera) | A     | Gorra                  |
|    | Italia (bandiera) | C     | Pio Gramigna           |
|    | Italia (bandiera) | A     | Lodovico Marabini      |
|    | Italia (bandiera) | D     | Gaetano Neri (I)       |

| N. |                   | Ruolo | Calciatore           |
| -- | ----------------- | ----- | -------------------- |
|    | Italia (bandiera) | D     | Giacomo Neri (II)    |
|    | Italia (bandiera) | D     | Werter Peroni        |
|    | Italia (bandiera) | P     | Claudio Reali        |
|    | Italia (bandiera) | C     | Righini              |
|    | Italia (bandiera) | D     | Angelo Roversi       |
|    | Italia (bandiera) | C     | Vincenzo Silimbani   |
|    | Italia (bandiera) | P     | Francesco Teodorani  |
|    | Italia (bandiera) | A     | Fernando Tosatti     |
|    | Italia (bandiera) | A     | Giordano Varoli      |
|    | Italia (bandiera) | A     | Violani              |
|    | Italia (bandiera) | A     | Antonio Zannoni (II) |